# أستاذ سيس
أستاذ سيس (القرن الثاني الهجري) هو مجوسي ادعى النبوة وقاد ثورة ضد العباسيين في خراسان.
خرج سنة 150 هـ وقيل اجتمع له قرابة 300 ألف مقاتل. -وكان العديد ممن إتبعوه من أتباع بهافريد سابقاً، الذين نكل بهم وهزمهم القائد العباسي أبو مسلم- وتوجهوا ناحية مرو الروذ. فخرج إليهم الأجثم المروروذي ومعه أهل مرو الروذ فقاتلوه قتالا شديدا، حتى قتل الأجثم، وكثر القتل في أهل مرو الروذ، وهزم عدة من القواد.
وبحسب الشهرشتاني، هناك جماعة بين الزرادشتيين تسمى السيسانية والبهفريدية. وخلص بعض الباحثين إلى أن الشهرشتاني ذكر هذين الاسمين دون اختلاف، وأن آراءهما كانت واحدة أو على الأقل متشابهة. لم تكن حركة ستادسيس سياسية فحسب، بل كان لها أيضًا جانب ديني: فقد كتب أنه ادعى أنه نبي وأن أصحابه ارتكبوا الكفر والفجور والسرقة.
وجه الخليفة المنصور القائد خازم بن خزيمة التميمي إلي ابنه المهدي، فولاه المهدي محاربة أستاذ سيس، وضم القواد إليه، ومنحه السلطة الكاملة للقيادة وسلطة عزل القادة تحت لوائه، وذلك ما طلبه خازم من المهدي، وفي سنة 151 هـ خرج بجيشه وكان في نحو 40 ألفا -تخيرهم بعناية- وقاتل جيش أستاذ سيس مستخدما الخنادق وأسلوب المراوغة والمكر حتي هزموهم، وقد قُتل 70،000 من أتباع أستاذ سيس في المعركة، وتم أسر 14،000 منهم. لكن تمكن أستاذ سيس ومعه القليل من جنوده من الفرار إلى الجبال، لكن القائد خازم بن خزيمة التميمي تبعه وتمكن من القبض عليه. تم إرسال أوستاذ سيس في سلاسل إلى الخليفة المنصور، الذي أمر بإعدامه. فيما بعد، وأصدر المهدي عفواً عن 30،000 أسير. 